# تقویم تاریخ
تقویم تاریخ برنامه‌ای رادیویی است که هر بامداد ساعت ۶٫۳۰ از «شبکهٔ سراسری صدا» (رادیو ایران) پخش می‌شود. این برنامه به ذکر وقایعی می‌پردازد که از لحاظ تقویمی، در گذشته، اما در همان روز، رخ داده است. این وقایع شامل همهٔ رخدادهای اجتماعی، تاریخی، فرهنگی، هنری و علمی می‌شود و تمام تقویم‌ها (خورشیدی، قمری، میلادی و غیره) را در برمی‌گیرد. طی یک نظرسنجی در سال ۱۳۷۵، برنامهٔ «تقویم تاریخ» دومین برنامه محبوب رادیو (پس از برنامهٔ «صبح جمعه با شما»)، بوده است.

## تاریخچه
این برنامه نخستین بار، قبل از انقلاب، از سال ۱۳۴۶ تا سال ۱۳۵۲ و دقیقاً با همین نام پخش و توسط «حسین توصیفیان» که از گویندگان قدیمی رادیو بود، اجرا می‌شد؛ اما از سال ۱۳۵۲ پخش این برنامه به مدت نه سال (تا سال ۱۳۶۱) متوقف شد.
پس از انقلاب، پخش این برنامه نخستین بار، در ۱۲ بهمن ۱۳۶۱ آغاز شد و به طور مستمر تا روز ۲۵ تیرماه ۱۳۸۵ ادامه داشت. در این زمان، پخش برنامه مجدداً به دلایلی نامعلوم، متوقف شد.
نخستین نویسندهٔ این برنامه رادیویی، روزنامه‌نگاری از کشور افغانستان بود که در دفتر روزنامه جمهوری اسلامی کار می‌کرد و مطالب را می‌نوشت و مجری برنامه (عبدالله فجری) هر چهارشنبه، آن‌ها را از دفتر روزنامه می‌گرفت تا جهت تمرین و پخش، آماده گرداند. اولین تهیه‌کننده این برنامه نیز، منصور والامقام بود که تنها شش ماه، تهیه‌کنندگی آن را بعهده داشت. در این برنامه علاوه بر عبدالله فجری، «اسماعیل قادرپناه» و بانوی گوینده‌ای به نام «خانم احمدی» نیز در دوره‌ای کوتاه، گویندگی می‌کردند.
پخش برنامهٔ تقویم تاریخ، مجدداً از روز ۸ آبان ۱۳۸۹ در همان ساعتِ پیشین، از سر گرفته شد و همچنان ادامه دارد.

## زمان و نحوهٔ پخش
این برنامهٔ رادیویی، هر بامداد، ساعت ۶٫۳۰ پخش می‌شود و مدت زمان آن در دو سالِ اول پخش، ۱۵ دقیقه بود، اما پس از آن و طی سال‌های بعد، به‌مدت ۱۰ دقیقه پخش می‌شود.

## موسیقی
موسیقی ابتدای برنامه، بخشِ آغازین و بی‌کلامِ ترانهٔ «زمان» اثر «پینک فلوید» است. سپس در متن برنامه، بخشی از یک موسیقی بی‌کلام از گروه موسیقی «تنجرین دریم» اثرِ اتگار فروزه شنیده می‌شود. برای روزهای عزاداری که این ملودی‌ها پخش نمی‌شوند، «سعید سلیمانی» تهیه کننده برنامه، یک موسیقی بدون کلام محزون ساخته است که بر روی صدای «عبدالله فجری» پخش می‌شود.